# Vertragstheorie
Eine Vertragstheorie (englisch social contract theory, französisch théorie du contrat social, auch bezeichnet als Kontraktualismus, bzw. Lehre vom Gesellschaftsvertrag) ist eine legitimierende Vorstellung, um staatliche Rechtsordnungen moralisch und institutionell zu begründen. Dabei kann entweder die tatsächliche Zustimmung der Beteiligten zu einer solchen Ordnung als Kriterium angesetzt oder ein hypothetischer Vertrag (die mögliche Übereinkunft aller Betroffenen) als Kriterium zur Beurteilung der Rechtmäßigkeit einer Ordnung angenommen werden. Die klassische Vertragstheorie entstand zur Zeit der Aufklärung im 17. Jahrhundert. Ihre einflussreichsten Vertreter waren Thomas Hobbes, John Locke und Jean-Jacques Rousseau. Die moderne Vertragstheorie entstand im 20. Jahrhundert, ihr bedeutendster Vertreter war John Rawls.

## Vorgeschichte
Erste Versuche, eine staatliche Rechtsordnung durch einen Vertrag zu legitimieren, gab es bereits in der Antike bei Epikur, Lukrez und Cicero. Das intellektuelle Fundament für die Vertragstheorie wurde jedoch erst zur Zeit der Aufklärung gelegt.
Das Herausfallen des Individuums und des Staates aus der mittelalterlichen Weltordnung und die daraus entstehenden Konflikte, insbesondere die Religionskriege, warfen die Frage nach dem Warum und dem Wie der politischen Ordnung mit bisher unbekannter Vehemenz auf. Eine spezifisch „moderne“ Antwort auf diese Frage ist die Vertragstheorie.
Es ist nicht selbstverständlich, dass ausgehandelte Verträge den Frieden sichern sollen. Herrschaftsordnung und Autorität wurden lange Zeit persönlich verstanden und beruhten möglichst auf Abstammung. Die Theorie vom Gottesgnadentum diente zur Rechtfertigung der Herrschaft. Wahlen galten als unfriedlich und waren selbst in der attischen Demokratie verpönt. In allen antiken Herrschaftsformen bevorzugte man daher den Vorrang der Geburt. Somit herrschte auch noch im Mittelalter die als friedenssichernd geltende Erbfolge vor.
Verträge, Bünde und Gilden waren im Mittelalter eine übliche Erscheinung unter Gleichgestellten, zum Beispiel unter Fürsten, aber auch in geschäftlichen Bereichen, etwa zwischen Händlern oder Handwerkern. Ein bedeutender Städtebund an der Schwelle vom Spätmittelalter zur Frühen Neuzeit war die Hanse. Daneben gab es Verträge und Bündnisse von Herrschern mit einzelnen Untergebenen, speziell mit reichen Geldgebern, wie die Fugger und Welser.
Durch das Christentum erfuhr der Gedanke eines „Bundes“ zwischen Herrscher und Volk – wegen seiner Parallele zum Bund zwischen Gott und seinem Volk – eine Aufwertung, welche sich aber nur langsam durchsetzte und neben welcher es bis zur Neuzeit die Skepsis gab, es handle sich dabei um Verschwörung (vgl. Teufelspakt). Der Bund im Sinn der Bibel ist kein Vertrag von Gleichberechtigten mit gegenseitigen Rechtsansprüchen, sondern verpflichtet die Gläubigen zur Treue gegenüber der herrschaftlichen Gnade. Das Unflexible einer schriftlich fixierten Ordnung stand seit der Spätantike dem Prinzip der Gnade entgegen. Gnade ließ sich nicht einfordern wie vertragliche Rechte, sondern manifestierte sich als situationsbezogene und persönliche Willkür des Herrschers, die als gütig und gerecht vorausgesetzt war. Gleichwohl wurde seit dem Spätmittelalter das fixierte Recht, das sich einfordern ließ, gegenüber der Gnade aufgewertet – und damit die schriftliche Vereinbarung.
Die Monarchomachen, aber auch die Reformatoren Calvin und Zwingli sowie der Frühaufklärer John Locke leiteten aus dem ungeschriebenen Vertrag zwischen Herrscher und Volk ein Widerstandsrecht des Volkes gegen den Herrscher ab, sofern dieser die ihm übertragene Macht missbrauchte. Ein Hauptmotiv der Vertragstheorien im 17. und 18. Jahrhundert, als das Bürgertum an Bedeutung zunahm, war es – analog zu wirtschaftlichen Verträgen –, vertragliche Ordnungen zwischen Untertan und Herrscher für den politischen Bereich zu fordern.

## Varianten

### Voraussetzungen
Für die Vertragskonstruktion sind drei Dinge notwendig: das Konzept des Menschen als freies, d. h. selbstbestimmtes und autark handlungsfähiges Individuum, das dem Vertrag aus eigener, freier Entscheidung zustimmen soll; die Idee eines Kollektivs als ein freiwilliger, den eigenen Interessen dienender Zusammenschluss freier Individuen und damit der Begriff des Staates oder der Gesellschaft (Thomas Hobbes spricht vom body politic) als Ergebnis des Vertragsschlusses; das Denken in Ursache-Wirkung-Zusammenhängen (Kausalität), hier die Suche nach der ersten Ursache für das Entstehen eines Staatsgebildes.

### Idee
Der Kontraktualismus sucht Staatlichkeit an sich zu legitimieren und sie auf ein unerschütterliches Fundament zu stellen. Damit soll eine Letztbegründung für Staaten geliefert werden. Der Staat wird dabei weder metaphysisch/eschatologisch begründet noch von der Gemeinschaft her (wie in der Antike) gedacht. Den Ausgangspunkt bilden freie Individuen, die sich aufgrund natürlicher Interessen aus freiem Willen zu einer staatlichen Ordnung zusammenschließen. Daraus resultieren wechselseitige Beziehungen sowie eine Selbstverpflichtung, den beschlossenen Vertrag einzuhalten.
Die Idee des Gesellschaftsvertrags wird zumeist als Gedankenexperiment verstanden, das sich nach Wolfgang Kersting in einen „argumentationsstrategischen Dreischritt“ gliedert: Naturzustand – Gesellschaftsvertrag – Gesellschaftszustand. Der Naturzustand entspricht den menschlichen Lebensumständen beziehungsweise der menschlichen Natur, bevor größere Gemeinwesen gebildet worden sind. Dieser Zustand ist zumeist defizitär oder nicht (mehr) erreichbar. Der Mensch muss im staatlichen Zustand, damit dieser legitim ist, etwas gewinnen.
Thomas Hobbes hatte den Naturzustand der Menschheit 1651 als Krieg aller gegen alle (Bellum omnium contra omnes) geschildert, der nur durch eine ordnende Autorität mit absoluter Macht beendet werden könne. Vernünftige Untertanen sollten demnach in einen Herrschaftsvertrag einwilligen. Dadurch wechseln sie vom Naturzustand in den Gesellschaftszustand (Staat).
Gegen diese Sichtweise wandte sich hundert Jahre später Jean-Jacques Rousseau mit der überaus einflussreichen Vorstellung, dass der Naturzustand im Gegenteil ein paradiesischer Friede sei, der erst durch gesellschaftliche Ungleichheiten zerstört werde. In seinem politisch-theoretischen Hauptwerk Vom Gesellschaftsvertrag oder Prinzipien des Staatsrechtes (1762) forderte er, die bisherige Unterordnung in Monarchie oder Aristokratie durch den Willen gleichberechtigter Individuen in der Gesellschaft zu ersetzen.

### Naturzustand
Der Naturzustand als rechtsfreier Raum ist bei Thomas Hobbes so unerträglich, dass alle sich wünschen, ihn aufzulösen. Der Gesellschaftszustand als Rechtsraum, in dem die Gesellschaftsmitglieder geordnet zusammenleben, stellt sich als kleineres Übel dar. Dadurch wird postuliert, dass diejenigen, die sich im Naturzustand befinden, durch einen Vertrag freiwillig in den geordneten Gesellschaftszustand übergehen.
Jean Jacques Rousseau versteht den Naturzustand ebenfalls als rechtsfreien Raum, aber im Gegenteil als verlorenes Paradies, dem sich die Individuen angesichts seiner Deformation durch gesellschaftliche Ungleichheiten wiederum anzunähern hätten. Eine bürgerliche Gesellschaft, in der die Vernunft herrsche, habe dazu das Mittel des Vertrags.
In der Mitte zwischen den Extremen Hobbes und Rousseau stehen die Vorstellungen von John Locke in Zwei Abhandlungen über die Regierung (1689), der die Menschen im Naturzustand für gleich und unabhängig hält, weil sie von einem göttlichen Naturgesetz beherrscht würden („the state of nature has a law of nature to govern it“).
Immanuel Kant (Idee zu einer allgemeinen Geschichte in weltbürgerlicher Absicht, 1784) verbindet Elemente dieser Theorien zu einer Theorie des Öffentlichen Rechts, mit dem sich der Gesellschaftszustand von einem Naturzustand unterscheide, in dem es nur Privatrecht geben könne. Die Individuen haben bei Kant nicht mehr bloß den Willen zur vertraglichen Einigung, sondern sehen die „unbedingte Vernunftnotwendigkeit“ einer positiven Rechtsordnung ein.

## Seit dem 19. Jahrhundert
Im 19. Jahrhundert verloren die Gesellschaftsvertragstheorien als Legitimationstheorien an Überzeugungskraft. Im entstehenden Rechtspositivismus spielten auf vorstaatliche Legitimationsstrategien gegründete Argumentationen keine Rolle mehr. Anfang des 20. Jahrhunderts rücken Max Webers soziologische Theorien von Macht, Herrschaft und zweckrationalem Handeln in den Mittelpunkt.

### John Rawls
Dass das Konzept der Vertragstheorie im 20. Jahrhundert dennoch nicht überholt war, zeigt John Rawls’ Theorie der Gerechtigkeit (1971). Rawls greift die Idee des Naturzustands von Hobbes insofern auf (im Englischen original position, sprich „Urzustand“), als er einen „Schleier des Nichtwissens“ im Moment der Vereinbarung annimmt. Dieser „Schleier“ verhindert, dass die Individuen ihre Position in der Gesellschaft und den Zeitpunkt, zu dem sie leben, erkennen. Konsensfähig sind daher Regeln, die immer Vorteile bringen, ungeachtet in welcher Position und in welcher Zeit sich das Individuum befindet. Die Austauschbarkeit von Position und Zeit erlaubt einen Universalisierbarkeitstest von Regeln. Der Naturzustand von John Locke und Thomas Hobbes ist nicht mit dem von Rawls beschriebenen Urzustand gleichzusetzen.

#### Kritik
Der Kontraktualismus in der von Rawls vertretenen Form ist zwar hochsystematisch ausgearbeitet, stellt aber entsprechend hohe Anforderungen an die beteiligten Personen, die dessen theoretische Grundlagen verstehen müssen. So müssen die Individuen kompetente Beurteiler moralischer Fragen sein, über hinreichende Intelligenz verfügen, logisch denken können, ausreichend Lebenserfahrung haben, neue Erkenntnisse berücksichtigen, persönliche Distanz wahren, zur Selbstkritik bereit sein und sich in andere hineinversetzen können. Dies sind Fähigkeiten, die zwar im Zeitalter der Aufklärung hochgehalten wurden, aber von denen man nicht ohne weiteres erwarten kann, dass sie in der Realität erfüllt werden.
Auch liegt historisch kein Fall vor, in welchem tatsächlich das kontraktualistische Modell legitimitätsbildend zur Anwendung gekommen wäre. Nach Volker Gerhardts Argumentation gab es in allen Gesellschaften zuvor schon geltendes Recht, auf das sich in Zeiten des Übergangs (und gerade hier verstärkt) bezogen wurde, um neues Recht zu legitimieren. So erscheint eine legitimationsschaffende Gründung allein auf der selbstverantwortlichen Person, wie der Kontraktualismus es vorschlägt, illusorisch, da stets Rechtsformen vorausgehen, die sich in neuen Verhältnissen fortpflanzen.

## Hauptsächliche Theoretiker

### Vertreter des klassischen Kontraktualismus
- Thomas Hobbes, Leviathan (1651), Kapitel 13–26
- John Locke, Two Treatises on Government (dt. Zwei Abhandlungen über die Regierung, 1690)
- Jean-Jacques Rousseau, Du Contrat Social (dt. Der Gesellschaftsvertrag, 1762)
- Immanuel Kant, Idee zu einer allgemeinen Geschichte in weltbürgerlicher Absicht (1784)

Zu den bekanntesten Kritikern zählt C. B. Macpherson mit Die politische Theorie des Besitzindividualismus. Von Hobbes bis Locke (dt. 1973).

### Vertreter des modernen Kontraktualismus
- John Rawls, A Theory of Justice (dt. Eine Theorie der Gerechtigkeit, 1971)

### Vertreter des moralischen Kontraktualismus
- David Gauthier: Morals by Agreement (1986)
- James M. Buchanan: The Limits of Liberty (1975)
- Thomas M. Scanlon: What we owe to each other (1998)
- Peter Stemmer: Handeln zugunsten anderer: Eine moralphilosophische Untersuchung (2000)